# مارکوس اسونسون
مارکوس اسونسون (انگلیسی: Marcus Svensson؛ زادهٔ ۲۲ مارس ۱۹۹۰) ورزشکار اسکیت اهل سوئد است.
وی در مسابقات کشوری و بین‌المللی در مجموع برندهٔ ۱ مدال طلا، ۱ مدال نقره، ۱ مدال برنز شده‌است.